# Stefan Thesker
Stefan Thesker (* 11. April 1991 in Ahaus) ist ein deutscher Fußballspieler.

## Karriere
Er begann bereits im Alter von vier Jahren beim TuS Wüllen mit dem Fußballspielen und war anschließend drei Jahre in der Jugendabteilung des FC Schalke 04 aktiv. 2005 zog es ihn dann in den Nachwuchs vom FC Twente. Hier durchlief der Abwehrspieler die weiteren Jugendmannschaften und gehörte in der Saison 2010/11 zum Kader der zweiten Mannschaft Jong FC Twente. Die Enscheder meldeten ihn in dieser Saison bei der UEFA als Verteidiger mit der Rückennummer 40 auf der „B-Liste“ für ihren Champions-League-Kader, bis zur Winterpause 2010/11 kam er jedoch weder in der Champions League noch in der Eredivisie zum Einsatz. Um in der Rückrunde mehr Spielpraxis zu sammeln, wurde er im Januar 2011 an Fortuna Sittard ausgeliehen. Sein Debüt in der Eerste Divisie gab er am 21. Januar 2011. Bei der 0:3-Niederlage des Teams von Trainer Wim Dusseldorp beim FC Dordrecht wurde er in der 54. Minute, als die Fortuna nach einem Platzverweis bereits in Unterzahl spielte, für den belgischen Stürmer Fabio Caracciolo eingewechselt. In Sittard wurde er meist als Innenverteidiger eingesetzt. Zur Saison 2011/12 kehrte Thesker zum FC Twente zurück, bei dem er erneut dem Kader des von Patrick Kluivert trainierten Jong FC Twente angehörte.
In der Winterpause 2011/12 erhielt er Angebote anderer niederländischer Erstligisten, er wollte allerdings zu einem deutschen Klub. Hierbei waren die TSG 1899 Hoffenheim und Energie Cottbus an ihm interessiert. Am Ende ging Thesker zu den Hoffenheimern. Nachdem Thesker knapp eineinhalb Spielzeiten in der zweiten Mannschaft Spielpraxis gesammelt hatte, gab er am 27. April 2013 sein Bundesliga-Debüt.
Zur Saison 2014/15 wechselte Thesker gemeinsam mit seinem Teamkollegen Kenan Karaman zu Hannover 96. Er unterschrieb einen Vertrag bis zum 30. Juni 2018. Nach einem halben Jahr mit lediglich zwei Einsätzen wechselte er am 5. Januar 2015 zum Zweitligisten SpVgg Greuther Fürth. Er erhielt einen Vertrag bis zum 30. Juni 2017.
Ende 2015 beschimpfte Thesker nach einem Rauswurf aus einer Nürnberger Diskothek deren Türsteher mehrmals und machte sich über dessen Gehalt lustig. Publik wurde dieser Vorfall durch einen 1. FC Nürnberg-Fan, der davon ein Video aufnahm und es auf Facebook hochlud. Der Fürther Vereinspräsident Helmut Hack meldete sich zu diesem Vorfall zu Wort und sprach von Konsequenzen.
Im Januar 2016 kehrte er leihweise bis Saisonende nach Enschede zurück. Dort stand er achtmal auf dem Platz und erzielte dabei zwei Tore. Auch für die Zweitvertretung des Klubs lief er in der Saison 2015/16 zweimal auf. Am 14. Juli 2016 wurde bekannt, dass Thesker dauerhaft nach Enschede wechselt. Er unterzeichnete einen Drei-Jahres-Vertrag. Er wurde zum Kapitän der Mannschaft, die nach der Saison 2017/18 aus der Eredivisie abstieg.
Zur Saison 2018/19 schloss er sich dem Zweitligisten Holstein Kiel an; sein Vertrag lief bis zum 30. Juni 2023. In fünf Jahren kam er zu 88 Zweitligaeinsätzen für Holstein. Zur Saison 2023/24 wechselte Thesker zum österreichischen Zweitligisten SKN St. Pölten, bei dem er einen bis 2026 laufenden Vertrag erhielt.